# Cocculus carolinus
Cocculus carolinus är en tvåhjärtbladig växtart som först beskrevs av Carl von Linné, och fick sitt nu gällande namn av Augustin Pyrame de Candolle. Cocculus carolinus ingår i släktet Cocculus och familjen Menispermaceae. Inga underarter finns listade i Catalogue of Life.

## Bildgalleri

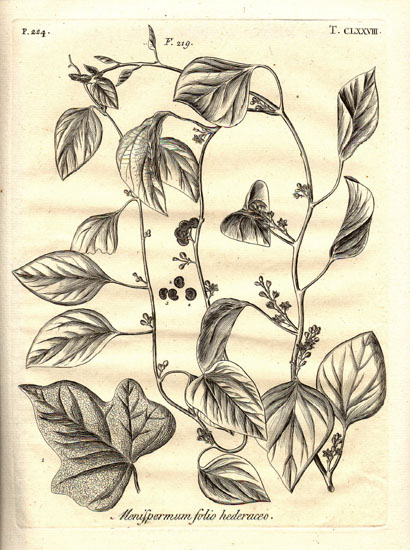
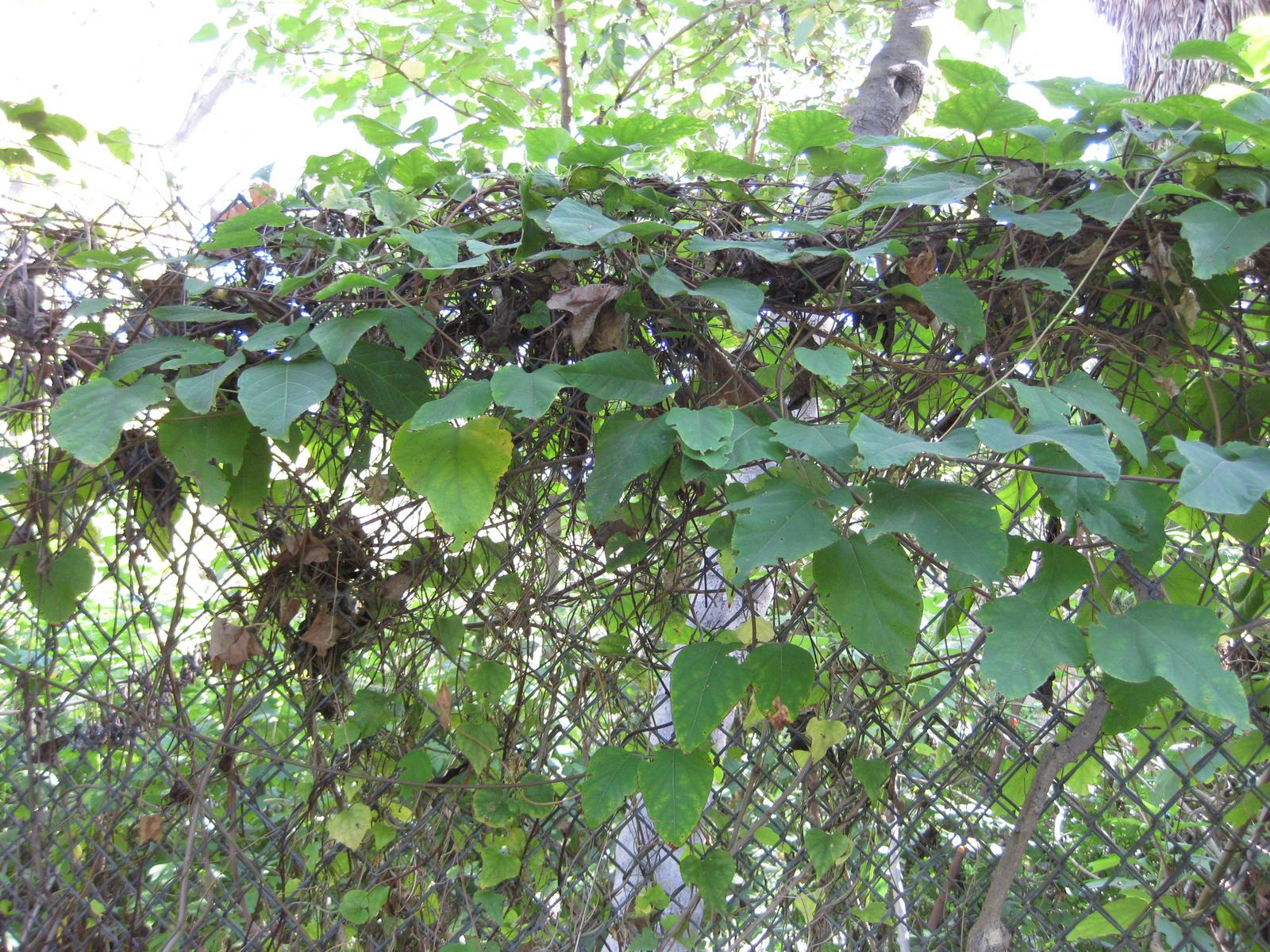
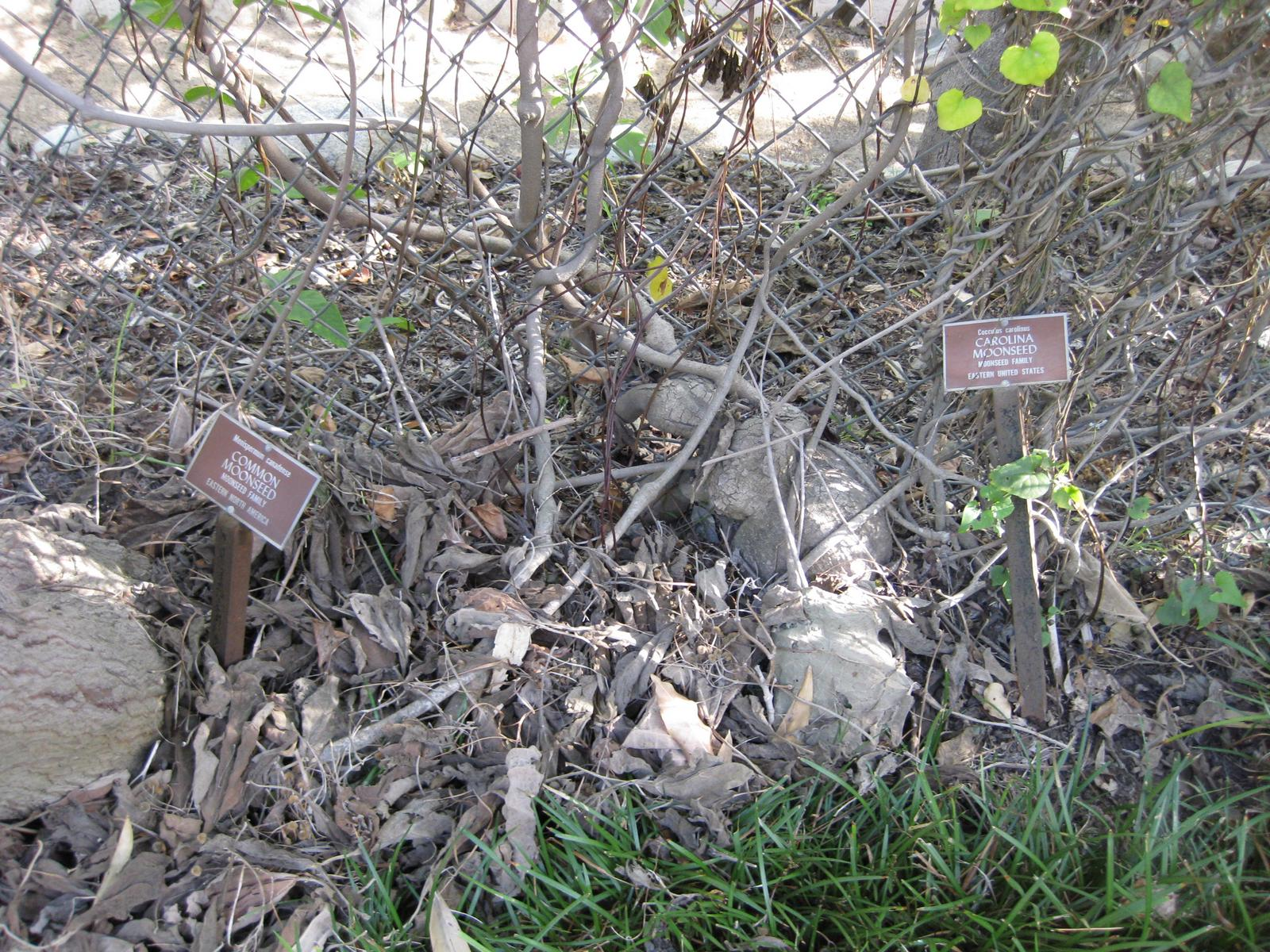